# Rio do Côco
Rio do Côco (portugisiska: Rio do Coco) är ett vattendrag i Brasilien.   Det ligger i delstaten Tocantins, i den centrala delen av landet, 700 km norr om huvudstaden Brasília.
Omgivningarna runt Rio do Côco är huvudsakligen savann. Runt Rio do Côco är det mycket glesbefolkat, med 2 invånare per kvadratkilometer.